# Bezpečnost potravin
Bezpečnost potravin je obor, který se zabývá zajištěním výroby, distribuce a prodeje potravin tak, aby se předešlo jejich kontaminaci a z toho vzniklým alimentárním onemocněním. V celém potravinovém řetězci, od zemědělců a producentů až po maloobchodníky a restaurátory, jsou obvykle zavedeny právní předpisy a kontroly, které snižují riziko kontaminace.

## Rizika z potravin
Potraviny jsou zdrojem nejen životu potřebných živin pro naše zdraví, ale také zdraví škodlivých látek, které se do potravin dostávají zejména v důsledku znečištění prostředí, či v průběhu technologického zpracování.
Obsah chemických látek v potravinách může představovat zdravotní riziko různých onemocnění. Kontaminace potravin může být příčinou vzniku infekčních onemocnění a otrav.
Potraviny, které jsou považovány za vysoce rizikové, mají určité vlastnosti, které podporují růst patogenních mikroorganismů.

### Tyto vlastnosti zahrnují
1. neutrální kyselost (pH vyšší než 4,5 nebo „jemné kyseliny“)
2. živiny (s vysokým obsahem škrobu nebo bílkovin)
3. vlhkost

### Příklady vysoce rizikových potravin zahrnují
- maso a drůbež (vařené nebo syrové)
- vejce (vařená nebo syrová)
- mléčné výrobky
- mořské plody
- připravené ovoce a zelenina
- nepasterizované šťávy
- vařená rýže, čerstvé nebo vařené těstoviny
- potraviny, které obsahují některé z výše uvedených

Syrová zelenina a ovoce může také obsahovat mikroorganismy způsobující onemocnění, zejména pokud nebudou před konzumací vařeny (např. Klíčky, meloun). Ovoce a zelenina se mohou kontaminovat, pokud přijdou do styku s kontaminovanou vodou, povrchy nebo vybavením; kontaminovanými potravinami; škůdci; nebo zpracovateli potravin, kteří jsou nemocní či nedodržují základní hygienické návyky.

### Otrava jídlem
Pokud kombinace těchto faktorů vytváří příznivé prostředí pro nebezpečné bakterie a jídlo není udržováno pod náležitou teplotou, mohou růst a produkovat toxiny, které mohou způsobit otravu jídlem.
Zatímco tvorba toxinů je obecně spojena s patogeny, může to být také důsledkem rozkladu. Například, aminokyselina histidin, která je přítomna v rybím svalu, může být rozložena některými bakteriemi za vzniku toxinu z potravin, který se nazývá histamin, pokud ryby nejsou chlazeny krátce po odlovu.

## Bakterie ve vysoce rizikových potravinách
Teplotní rozsah, ve kterém se bakteriím daří, je 5 °C až 60 °C, proto se nazývá teplotně nebezpečná zóna. Bakterie patří mezi nejrychleji se rozmnožující organismy na světě. Po čtyřech hodinách v teplotně nebezpečné zóně je počet bakterií nebo bakteriálních toxinů, které by mohly být přítomny v kontaminovaných potravinách, příliš vysoký na to, aby je někdo bezpečně konzumoval. V některých případech může infekci způsobit i malé množství bakterií v závislosti na typu bakterie a zdraví osoby, která je ohrožena.
Některé bakterie mohou také vytvářet výtrusy, které působí jako ochranná skořápka a chrání je před vysokými teplotami a jinými nepříznivými podmínkami. Zatímco jiné bakterie produkují toxiny odolné vůči teplu, které mohou způsobit otravu jídlem i poté, co byly bakterie zničeny procesem vaření.
Pro minimalizaci rizika nemocí přenášených jídlem z bakteriálních infekcí je klíčová kontrola teploty a času skladování.

## Nízkorizikové potraviny
Nízkorizikové potraviny jsou ty, které nepodporují růst mikroorganismů způsobujících onemocnění, a to buď proto, že jejich přirozený stav je pro bakterie nehostinný (např. přirozeně kyselé potraviny) nebo proto, že byly zpracovány způsobem, který minimalizuje mikrobiální růst (např. sušené, solené, okyselené).
Chemické přísady (např. siřičitany, dusitany) a některé specializované obaly mohou také pomoci minimalizovat mikrobiální růst v potravinách.

### Příklady potravin, které nejsou považovány za nízko rizikové
- sušenky a krekry
- pečivo
- balené marinády / těstovinové omáčky / salsa
- cukrovinky, sušené ovoce
- solené sušené maso
- med, marmeláda, arašídové máslo
- naložená zelenina, salátové dresinky, omáčky (např. sojová omáčka, kečup)
- suché zboží *
- jogurt

* Přidáním vody do dehydratovaného nebo suchého zboží (například nevařená rýže) se doplní chybějící složka, kterou bakterie potřebují k růstu. Znamená to, že sušené nízkorizikové potraviny se stanou vysoce rizikovými, jakmile se přidá voda, takže je důležité je po vaření udržovat mimo teplotně nebezpečnou zónu.

## Politika bezpečnosti potravin
Politika bezpečnosti potravin se skládá ze tří komponentů pro kontrolu bezpečnosti potravin.
1. Hodnocení rizika - vyhodnocení rizika na základě vědeckých podkladů, vydávání stanovisek.
2. Řízení rizika - přijímání rozhodnutí na základě výsledků hodnocení rizika.
3. Komunikace o riziku - výměna informací a stanovisek, včetně informací pro veřejnost.[4]

### Státní instituce v oblasti bezpečnosti potravin v České republice
- Státní veterinární správa České republiky
- Státní zemědělská a potravinářská inspekce
- Ústřední kontrolní a zkušební ústav zemědělský
- orgány ochrany veřejného zdraví – krajské hygienické stanice
- Ministerstvo zemědělství České republiky
- Ministerstvo zdravotnictví České republiky

Informační centrum bezpečnosti potravin provozované Ministerstvem zemědělství ČR www.bezpecnostpotravin.cz. Má zde svá hlášení také Systém rychlého varování pro potraviny a krmiva – RASFF

## Ohrožení bezpečnosti potravin v Číně
Jako globální problém, bezpečnost potravin významně ovlivňuje veřejné zdraví v rozvinutých i rozvojových zemích, zejména v zemích s velkou populací, např. Čína. Průzkum z roku 2011 ukázal, že bezpečnost potravin byla u Číňanů nejvýznamnějším problémem, který překonal veřejnou bezpečnost, bezpečnost provozu, i lékařskou bezpečnost. Potraviny mohou být kontaminovány mnoha škodlivými faktory v jakémkoliv procesu. V Číně patří mezi hlavní škodlivé faktory toxická zvířata a rostliny (např. ryba fugu a muchomůrka), patogenní mikroorganismy (např. Salmonella a Vibrio Parahaemolyticus) a chemická kontaminace (např. pesticidy a veterinární léčiva).
S ohledem na mnoho hrozeb pro bezpečnost potravin v národě, vyvinula vláda velké úsilí pro regulaci bezpečnosti potravin. V roce 2010 byl zřízen Výbor Státní rady pro bezpečnost potravin, což znamenalo zlepšení koordinace mezi různými správními úřady (např. Ministerstvo zdravotnictví, ministerstvo zemědělství a obecná správa dohledu nad kvalitou, inspekce). V roce 2013 byl jako ústřední orgán zřízena Čínská správa potravin a léčiv (China Food and Drug Administration), která má zlepšit dodržování zákonů o bezpečnosti potravin a posílit systémy dohledu. Vláda má na starosti legislativu a dohled.